# Dorfkirche Buckow (Milower Land)

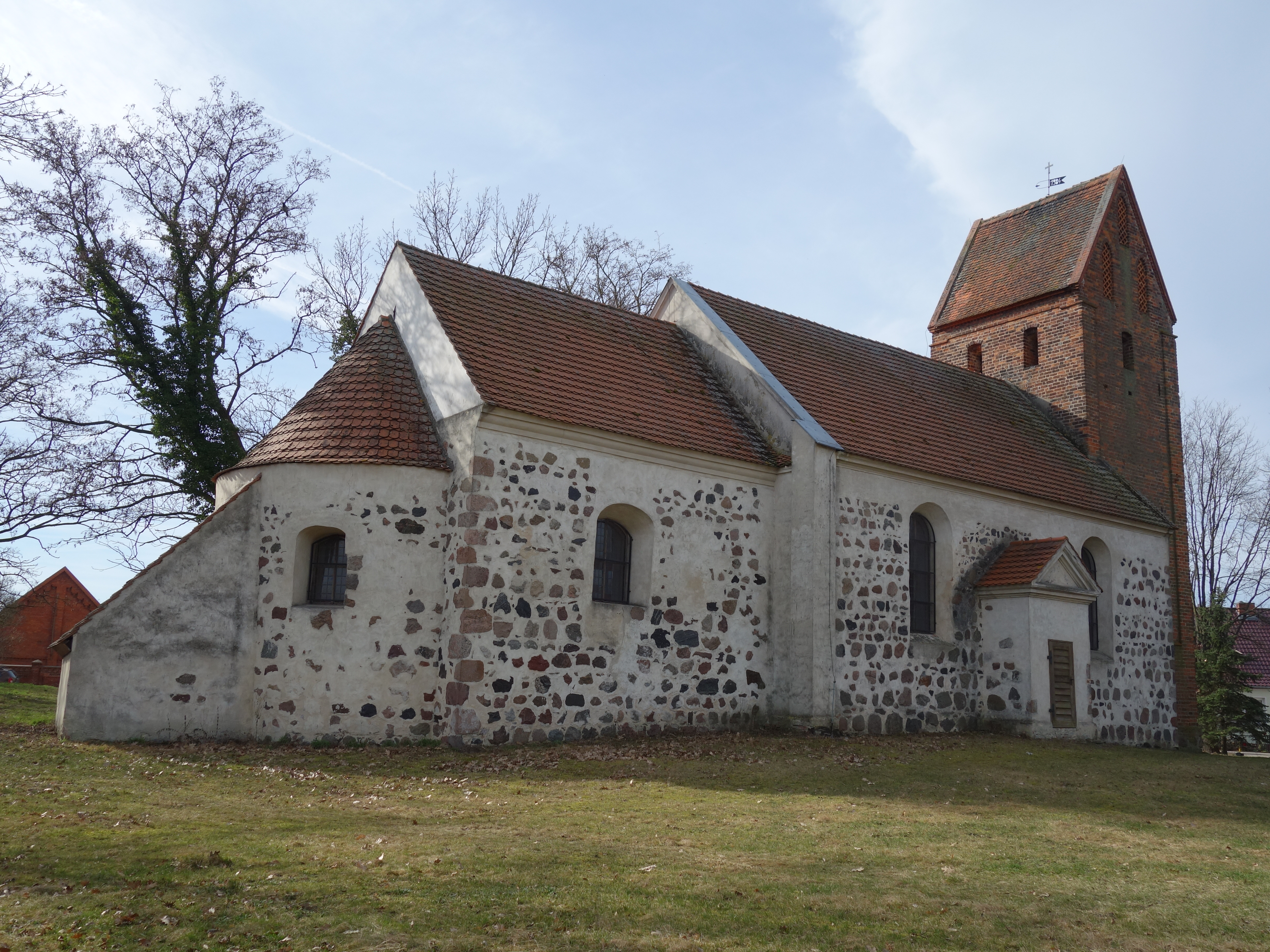
Dorfkirche Buckow (Milower Land)

Die evangelische, denkmalgeschützte Dorfkirche Buckow steht in Buckow (Milower Land), einem Gemeindeteil des Ortsteiles Großwudicke der Gemeinde Milower Land im Landkreis Havelland in Brandenburg. Sie gehört zum Kirchenkreis Nauen-Rathenow im Sprengel Potsdam der Evangelischen Kirche Berlin-Brandenburg-schlesische Oberlausitz.

## Beschreibung
Die spätromanische Feldsteinkirche aus dem 13. Jahrhundert besteht aus einem Langhaus und einem eingezogenen Chor mit einer von Strebepfeilern gestützten Apsis im Osten. Langhaus und Chor sind mit Satteldächern gedeckt.
Der querrechteckige, mit Lisenen an den Ecken versehene und mit einem Satteldach bedeckte Kirchturm aus Backsteinen entstand im 15. Jahrhundert. In seinem Glockenstuhl hängen zwei Kirchenglocken. Beim Wiederaufbau der durch einen Brand 1833 beschädigten Kirche wurden die Bogenfenster im Langhaus vergrößert. 
Die Orgel mit acht Registern auf einem Manual und Pedal wurde 1858 von Friedrich Hermann Lütkemüller gebaut.